# Дезешть
Дезешть, Дезешті (рум. Dezești) — село у повіті Караш-Северін в Румунії. Входить до складу комуни Фирліуг.
Село розташоване на відстані 350 км на захід від Бухареста, 18 км на північ від Решиці, 60 км на південний схід від Тімішоари.

## Населення
За даними перепису населення 2002 року у селі проживали 257 осіб, з них 252 особи (98,1%) румунів. Усі жителі села рідною мовою назвали румунську.